# Бажино (Купросское сельское поселение)
Бажино — деревня в Юсьвинском районе Пермского края России. Входит в состав Купросского сельского поселения.

## География
Бажино расположено в 130 км севернее Перми, высота над уровнем моря 189 м. Климат — умеренно континентальный.
Деревня находится на холме, с трёх сторон окружена глубокими оврагами. В 100 метрах от деревни протекает река Пой. Расстояние до соседнего села Тимино — 5 километров, до районного центра, села Юсьва — 42 километра.

## История
Деревня известна с 1763 года. Основана Якимовыми, выходцами из деревни Яборово. В XIX веке в деревне находилась деревянная часовня. В 1930-е годы деревня являлась центром колхоза «Красный пахарь». Здесь также находилась начальная школа, которая была закрыта в 1968 году.

## Население
| 2010 |
| ---- |
| 8    |

Жители деревни — пенсионеры. Национальный состав — коми-пермяки, язык — коми-пермяцкий.